# 切爾文 (烏克蘭)
49°12′36″N 24°57′40″E / 49.21000°N 24.96111°E
切爾文（羅馬化：Cherven）是烏克蘭的村落，位於該國西部捷爾諾波爾州，由捷尔诺波尔区負責管轄，面積4.06平方公里，海拔高度296米，2001年人口207，人口密度每平方公里51人。